# Швець Микола Миколайович
Мико́ла Микола́йович Шве́ць — полковник Збройних сил України, учасник російсько-української війни.
Станом на вересень 2014 року — командир 101-ї окремої бригади охорони.

## Нагороди
За особисту мужність і героїзм, виявлені у захисті державного суверенітету та територіальної цілісності України, вірність військовій присязі під час російсько-української війни нагороджений
- орденом Данила Галицького (4.12.2014)
- орденом святого Юрія Переможця — УПЦ КП